# Loretta Young
Loretta Young, nascida Gretchen Young (Salt Lake City, 6 de janeiro de 1913 — Los Angeles, 12 de agosto de 2000), foi uma atriz norte-americana.

## Biografia
Loretta Young foi educada no Convento Ramona, em Alhambra (Califórnia). Depois de ter interpretado um pequeno papel, foi contratada como protagonista em muitos filmes mudos, falados e sonoros. Ganhou o Oscar de Melhor Atriz (principal) pelo filme Ambiciosa (1947). Após ter sido festejada, por muitos anos, como uma das mais requisitadas estrelas de Hollywood, transformou-se, na idade madura, em uma respeitável e bem sucedida empresária. Loretta foi presidente de uma grande firma de cosméticos em Los Angeles, da qual era a melhor "garota-propaganda' devido à sua grande beleza, mesmo após os seus 60 anos.
Loretta foi casada com o ator Grant Withers de 1930 a 1931. Depois ela estava envolvida em casos amorosos com Spencer Tracy e Clark Gable e em 1935 teve uma filha com Gable, que nunca reconheceu a paternidade, por já ser casado. Em 1940, ela se casou com o produtor Tom Lewis e se divorciaram 29 anos depois, em 1969. Lewis morreu em 1988. Eles tiveram dois filhos, Peter Lewis (da lendária banda de San Francisco rock Moby Grape), e Christopher Lewis, um diretor de cinema.
Ela se casou com o estilista Jean-Louis em 1993. Louis morreu em 1997.

## Morte
De sua aposentadoria até a morte, Loretta se dedicou ao trabalho voluntário em obras de caridade e igrejas com seus amigos e familiares.
Loretta faleceu devido a um câncer de ovário, em 12 de agosto de 2000, na casa de sua meio-irmã, Georgiana Montalbán (esposa de Ricardo Montalban), em Santa Monica, Califórnia. Suas cinzas foram enterradas no jazigo da família no Cemitério Holy Cross, junto da mãe, Gladys Belzer.

## Filmografia

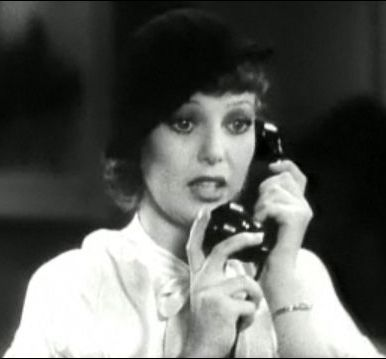
Loretta Young em "She Had to Say Yes" (1933)

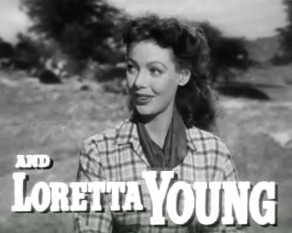
Young em "Along Came Jones" (1945)

## Filmografia[1]
| Ano  | Título                                               | Personagem                      | Notas                                     |
| ---- | ---------------------------------------------------- | ------------------------------- | ----------------------------------------- |
| 1917 | The Primrose Ring                                    | Faada                           | não creditada                             |
| 1917 | Sirens of the Sea                                    | Criança                         | como Gretchen Young                       |
| 1919 | The Only Way                                         | Criança na mesa de operação     |                                           |
| 1921 | White and Unmarried                                  | Criança                         | não creditada                             |
| 1921 | The Sheik                                            | Criança árabe                   | não creditada                             |
| 1927 | Naughty But Nice                                     | Bit Part                        | não creditada                             |
| 1927 | Her Wild Oat                                         | Bit by Ping Pong Table          | não creditada                             |
| 1928 | The Whip Woman                                       | Menina                          |                                           |
| 1928 | Laugh, Clown, Laugh                                  | Simonetta                       |                                           |
| 1928 | The Magnificent Flirt                                | Denise Laverne                  |                                           |
| 1928 | The Head Man                                         | Carol Watts                     |                                           |
| 1928 | Scarlet Seas                                         | Margaret Barbour                |                                           |
| 1929 | Seven Footprints to Satan                            | Uma das vítimas de Satan        | não creditada                             |
| 1929 | The Squall                                           | Irma                            |                                           |
| 1929 | The Girl in the Glass Cage                           | Gladys Cosgrove                 |                                           |
| 1929 | Fast Life                                            | Patricia Mason Stratton         |                                           |
| 1929 | The Careless Age                                     | Muriel                          |                                           |
| 1929 | The Forward Pass                                     | Patricia Carlyle                |                                           |
| 1929 | The Show of Shows                                    |                                 | Número "Meet My Sister"                   |
| 1930 | Loose Ankles                                         | Ann Harper Berry                |                                           |
| 1930 | The Man from Blankley's                              | Margery Seaton                  |                                           |
| 1930 | Show Girl in Hollywood                               |                                 | não creditada                             |
| 1930 | The Second Floor Mystery                             | Marion Ferguson                 |                                           |
| 1930 | Road to Paradise                                     | Mary Brennan/Margaret Waring    |                                           |
| 1930 | Warner Bros. Jubilee Dinner                          | ela própria                     | curta-metragem                            |
| 1930 | Kismet                                               | Marsinah                        |                                           |
| 1930 | War Nurse                                            | Nurse                           | não creditada                             |
| 1930 | The Truth About Youth                                | Phyllis Ericson                 |                                           |
| 1930 | The Devil to Pay                                     | Dorothy Hope                    |                                           |
| 1931 | How I Play Golf, by Bobby Jones No. 8: 'The Brassie' | ela própria                     | curta-metragem                            |
| 1931 | Beau Ideal                                           | Isobel Brandon                  |                                           |
| 1931 | The Right of Way                                     | Rosalie Evantural               |                                           |
| 1931 | The Stolen Jools                                     | ela própria                     | curta-metragem                            |
| 1931 | Three Girls Lost                                     | Norene McMann                   |                                           |
| 1931 | Too Young to Marry                                   | Elaine Bumpstead                |                                           |
| 1931 | Big Business Girl                                    | Claie 'Mac' McIntyre            |                                           |
| 1931 | I Like Your Nerve                                    | Diane Forsythe                  |                                           |
| 1931 | The Ruling Voice                                     | Gloria Bannister                |                                           |
| 1931 | Platinum Blonde                                      | Gallagher                       |                                           |
| 1932 | Taxi                                                 | Sue Riley Nolan                 |                                           |
| 1932 | The Hatchet Man                                      | Sun Toya San                    |                                           |
| 1932 | Play-Girl                                            | Buster 'Bus' Green Dennis       |                                           |
| 1932 | Week-end Marriage                                    | Lola Davis Hayes                |                                           |
| 1932 | Life Begins                                          | Grace Sutton                    |                                           |
| 1932 | They Call It Sin                                     | Marion Cullen                   |                                           |
| 1933 | Employees' Entrance                                  | Madeleine Walters West          |                                           |
| 1933 | Grand Slam                                           | Marcia Stanislavsky             |                                           |
| 1933 | Zoo in Budapest                                      | Eve                             |                                           |
| 1933 | The Life of Jimmy Dolan                              | Peggy                           |                                           |
| 1933 | Heroes for Sale                                      | Ruth Loring Holmes              |                                           |
| 1933 | Midnight Mary                                        | Mary Martin                     |                                           |
| 1933 | She Had to Say Yes                                   | Florence 'Flo' Denny            |                                           |
| 1933 | The Devil's in Love                                  | Margot Lesesne                  |                                           |
| 1933 | Man's Castle                                         | Trina                           |                                           |
| 1934 | The House of Rothschild                              | Julie Rothschild                |                                           |
| 1934 | Born to Be Bad                                       | Letty Strong                    |                                           |
| 1934 | Bulldog Drummond Strikes Back                        | Lola Field                      |                                           |
| 1934 | Caravan                                              | Condessa Wilma                  |                                           |
| 1934 | The White Parade                                     | June Arden                      |                                           |
| 1935 | Clive of India                                       | Margaret Maskelyne Clive        |                                           |
| 1935 | Shanghai                                             | Barbara Howard                  |                                           |
| 1935 | Call of the Wild                                     | Claire Blake                    |                                           |
| 1935 | The Crusades                                         | Berengaria, Princesa de Navarro |                                           |
| 1935 | Hollywood Extra Girl                                 | ela própria                     | curta-metragem                            |
| 1936 | The Unguarded Hour                                   | Lady Helen Dudley Dearden       |                                           |
| 1936 | Private Number                                       | Ellen Neal                      |                                           |
| 1936 | Ramona                                               | Ramona                          |                                           |
| 1936 | Ladies in Love                                       | Susie Schmidt                   |                                           |
| 1937 | Love Is News                                         | Toni Gateson                    |                                           |
| 1937 | Café Metropole                                       | Laura Ridgeway                  |                                           |
| 1937 | Love Under Fire                                      | Myra Cooper                     |                                           |
| 1937 | Wife, Doctor and Nurse                               | Ina Heath Lewis                 |                                           |
| 1937 | Second Honeymoon                                     | Vicky                           |                                           |
| 1938 | Four Men and a Prayer                                | Miss Lynn Cherrington           |                                           |
| 1938 | Three Blind Mice                                     | Pamela Charters                 |                                           |
| 1938 | Suez                                                 | Condessa Eugenie de Montijo     |                                           |
| 1938 | Kentucky                                             | Sally Goodwin                   |                                           |
| 1939 | Wife, Husband and Friend                             | Doris Borland                   |                                           |
| 1939 | The Story of Alexander Graham Bell                   | Mrs. Mabel Hubbard Bell         |                                           |
| 1939 | Eternally Yours                                      | Anita                           |                                           |
| 1940 | The Doctor Takes a Wife                              | June Cameron                    |                                           |
| 1940 | He Stayed for Breakfast                              | Marianna Duval                  |                                           |
| 1941 | The Lady from Cheyenne                               | Annie Morgan                    |                                           |
| 1941 | The Men in Her Life                                  | Lina Varsavina                  |                                           |
| 1941 | Bedtime Story                                        | Jane Drake                      |                                           |
| 1943 | A Night to Remember                                  | Nancy Troy                      |                                           |
| 1943 | China                                                | Carolyn Grant                   |                                           |
| 1943 | Show Business at War                                 | ela própria                     | curta-metragem                            |
| 1944 | Ladies Courageous                                    | Roberta Harper                  |                                           |
| 1944 | And Now Tomorrow                                     | Emily Blair                     |                                           |
| 1945 | Along Came Jones                                     | Cherry de Longpre               |                                           |
| 1946 | The Stranger                                         | Mary Longstreet                 |                                           |
| 1947 | The Perfect Marriage                                 | Maggie Williams                 |                                           |
| 1947 | The Farmer's Daughter (Ambiciosa)                    | Katrin 'Katy' Holstrum          | Venceu o Academy Award como melhor atriz  |
| 1947 | The Bishop's Wife                                    | Julia Brougham                  |                                           |
| 1948 | Rachel and the Stranger                              | Rachel Harvey                   |                                           |
| 1949 | The Accused                                          | Dr. Wilma Tuttle                |                                           |
| 1949 | Mother Is a Freshman                                 | Abigail Fortitude Abbott        |                                           |
| 1949 | Come to the Stable                                   | irmã Margaret                   | Nomeada - Academy Award como melhor atriz |
| 1950 | Key to the City                                      | Clarissa Standish               |                                           |
| 1951 | You Can Change the World                             | ela própria                     | curta-metragem                            |
| 1951 | Cause for Alarm!                                     | Ellen Jones                     |                                           |
| 1951 | Half Angel                                           | Nora Gilpin                     |                                           |
| 1951 | Screen Snapshots: Hollywood Awards                   | ela própria                     | curta-metragem                            |
| 1952 | Paula                                                | Paula Rogers                    |                                           |
| 1952 | Because of You                                       | Christine Carroll Kimberly      |                                           |
| 1953 | It Happens Every Thursday                            | Jane MacAvoy                    |                                           |